# 欧敬柏
欧敬柏（1971年6月2日—），中国女子垒球运动员。她在1996年亚特兰大夏季奥林匹克运动会中，参加了女子垒球比赛并获得团体银牌。她还曾代表北京队参加第九届全国运动会。